# Джалган
Джалга́н (с перс. — «искра») — село в Дербентском районе Республики Дагестан.
Образует муниципальное образование «село Джалган» со статусом сельского поселения, как единственный населённый пункт в его составе.

## География
Населённый пункт расположен на склоне горы Джалган, в 3 км к юго-западу от города Дербента.

## История
Исследователь Сакинат Гаджиева в своей монографии про дагестанских азербайджанцев сообщает об истории села Джалган: «Сравнительно позднее происхождение, по-видимому, имеет селение Джалган, расположенное на вершине Джалган-дага. Согласно полевому материалу, эта вершина была заселена татами в период правления Фат-Али-хана Кубинского. По сохранившемуся преданию, он для охраны Дербента переселил сюда джалганцев из Кубы, где имеется селение под тем же названием, и дал им, в отличие от других подданных, привилегии». 
Селение являлся центром одноимённого сельсовета — в 1926—1969 годах. В 1999 году вновь преобразован в отдельный сельсовет.

## Население
| 1886 | 1895 | 1926 | 1939 | 1970  | 1989  | 2002  |
| ---- | ---- | ---- | ---- | ----- | ----- | ----- |
| 271  | ↗272 | ↗442 | ↗628 | ↗643  | ↗1044 | ↘743  |
| 2010 | 2012 | 2013 | 2014 | 2015  | 2016  | 2017  |
| ↘725 | ↘716 | ↗735 | ↘700 | ↘677  | ↘655  | ↗707  |
| 2018 | 2019 | 2020 | 2021 | 2023  | 2024  | 2025  |
| ↗776 | ↗850 | ↗973 | ↘950 | ↗1049 | ↗1128 | ↗1228 |

Национальный состав
По результатам Всероссийской переписи населения 2021 года:
| Народ         | Численность, чел. | Доля от всего населения, % |
| ------------- | ----------------- | -------------------------- |
| азербайджанцы | 362               | 38,11 %                    |
| лезгины       | 330               | 34,74 %                    |
| табасараны    | 128               | 13,47 %                    |
| даргинцы      | 43                | 4,53 %                     |
| агулы         | 40                | 4,21 %                     |
| русские       | 17                | 1,79 %                     |
| другие        | 30                | 3,16 %                     |
| всего         | 950               | 100 %                      |

Национальный состав — ираноязычный народ, вероятнее всего таты и амарды, но согласно переписи населения, в силу отсутствия этнонима или не использовании его как таковой в качестве этно-самоидентификации, были указаны азербайджанцами .
На сегодняшний день, основным населением села джалганцы считаются азербайджанцами, несмотря на то что предки современных джалганцев происходили из числа иранских торговцев персидскими коврами и ираноязычного племени мардов. Позже спустя время сменили свое самоназвание и влились вместе с другими иранскими и ираноязычными племенами в число "тат" (кавказские персы), предки которых говорили на вымершем языке азери (иранский язык) который с течением долгого времени переформировался в тати и записанные в советских переписях как азербайджанцы, в силу того, что татами ошибочно позже называли горских евреев. Для определения своего этнического происхождения, джалганцы говорят, что они фарсы либо таты мусульмане. Так же, некоторые жители села знают азербайджанский язык, потому что среди джалганцев проживают и иранские азербайджанцы. Азербайджанский язык на данный является вторым родным языком и официально преподается.. Возможно, говорят реально на северокурдском, а не на азербайджанском языке.
По мнению информаторов из джалганцев, их язык якобы схож с талышским языком.

## Улицы
| - - Виноградная - Крепостная - Западная - Победы - Родниковая | - - Северная - Совхозная - Центральная - Школьная |

## Достопримечательности села
Согласно версии, распространяемой в псевдонаучных сочинениях писателя М. Аджиева, в дагестанском селении Джалган находится могила святого Григориса, католикоса Кавказской Албании, внука св. Григория Просветителя. Сам же Григорис в этой версии отождествляется с Георгием Победоносцем. В настоящее время среди достопримечательностей республики Дагестан, Джалган указывается как место, где, «по некоторым заключениям учёных», находится могила святого Георгия. В то же время, историки склоняются к мнению, что св. Григорис был захоронен в монастыре Амарас, в современном Нагорном Карабахе, а место его гибели находится на территории современного Дагестана, южнее Дербента и Белиджи, у села Нюгди (Молла-халил), где расположена часовня св. Григориса. Также к важнейшим из сохранившихся памятников истории можно отнести каменные могильники с древнезороастрийской каллиграфией и небольшое военное укрепление, соединявшееся стеной с цитаделью Нарын-кала.

## Народные промыслы
Производство древесного угля по древней технологии.

## Культура села
Музыкальная школа.